# Fontinalis microphylla
Fontinalis microphylla är en bladmossart som beskrevs av W. P. Schimper och Limpricht 1894. Fontinalis microphylla ingår i släktet näckmossor, och familjen Fontinalaceae. Inga underarter finns listade i Catalogue of Life.